# لوتس وورد برو
لوتس وورد برو (بالإنجليزية: Lotus WordPro)‏ هو برنامج حاسوبي عبارة عن معالج نصوص، مُضّمَن مع لوتس سمارت سويت (وهي برمجيات استمرت حتى عام 2013). الإصدار الأخير منهُ كان يُسمى «9.8 Fixpack 6» في عام 2007 وقد كان يعمل على إصدارات مايكروسوفت ويندوز من ويندوز 95 ولغاية ويندوز 7.

## استخدام
هذا البرنامج معالج نصوص موجه خصيصًا لمايكروسوفت ويندوز وهو تابع أصلًا لـ آي بي أم لوتس (بالإنجليزية: IBM Lotus)‏. يوفر برمجيات تسمح بإنشاء المستندات وتحريرها بشكل تعاوني ويتضمن أيضًا التحكم في الإصدار لتتبع تحديثات المستندات. كان خليفة للبرنامج ذو اسم (Ami Pro)، الذي طورتهُ شركة سامنا [الإنجليزية]، والذي كان من أوائل معالجات النصوص لنظام التشغيل مايكروسوفت ويندوز. يَعُدّ جزءًا من مجموعة تطبيقات لوتس سمارت سويت.

## المَراجع
1. ↑  "Information about SmartSuite and Organizer working on Microsoft Windows 7". آي بي إم. مؤرشف من الأصل في 2016-03-08. اطلع عليه بتاريخ 2022-8-2.
2. ↑  "Definition of Word Pro". PCMAG (بالإنجليزية). Archived from the original on 2022-07-27. Retrieved 2022-08-02.

## رَوابط خَارجيَّة
- موقع رسمي [وصلة مكسورة] نسخة محفوظة 19 أغسطس 2007 على موقع واي باك مشين.